# Denys Kesil
Denys Kesil –en ucraniano, Денис Кесіль– (26 de octubre de 2000) es un deportista de Ucrania que compite en natación. Ganó una medalla de plata en los Juegos Olímpicos de la Juventud de 2018, en la prueba de 200 m mariposa, y  medallas en el Campeonato Europeo Junior de Natación, en los años 2017 y 2018.